# Csokits János
Csokits János (Budapest, 1928. június 30. – Tata, 2011. augusztus 4.) József Attila-díjas (2006) magyar költő.

## Életpályája
1946-tól jelentek meg művei. 1946–1949 között a Pázmány Péter Tudományegyetemen jogot végzett. 1949-ben Ausztriába emigrált. 1950–1963 között Párizsban élt. 1953–1954 között, valamint 1963–1974 között a Szabad Európa Rádió munkatársa volt. 1963–1974 között Münchenben lakott. 1974–1986 között Londonban tartózkodott, ahol a BBC magyar osztályának munkatársa volt. 1986–1989 között Andorrában telepedett le. 1989-ben tért haza Magyarországra.

## Művei
- Látogatás egy égitesten. Válogatott versek, 1948-84 (1988, 1991)
- Pilinszky Nyugaton. A költő 32 levelével (1992)
- Pilinszky János. Wüstenei der Liebe (fordította Hans-Henning Paetzkével, 1992)
- Tárgyak a semmi partján (1998)
- Egy hajótörött naplójából (1999)
- Testvére minden kőnek (2005)
- Egy tükör cserepei (2006)
- Sötétedés (válogatott versek 1951–2008, 2008)
- Pilinszky Nyugaton. A költő 32 levelével; 2. jav., bőv. kiad.; Nap, Bp., 2017 (Magyar esszék)
- Tövisek és szilánkok. Aforizmák és idézetek; Nap, Bp., 2019 (Különleges könyvek)

## Díjai
- Berzsenyi-díj (1992)
- Arany János-díj (2005)
- József Attila-díj (2006)
- Balassi Bálint-emlékkard (2007)